# Spartiacque

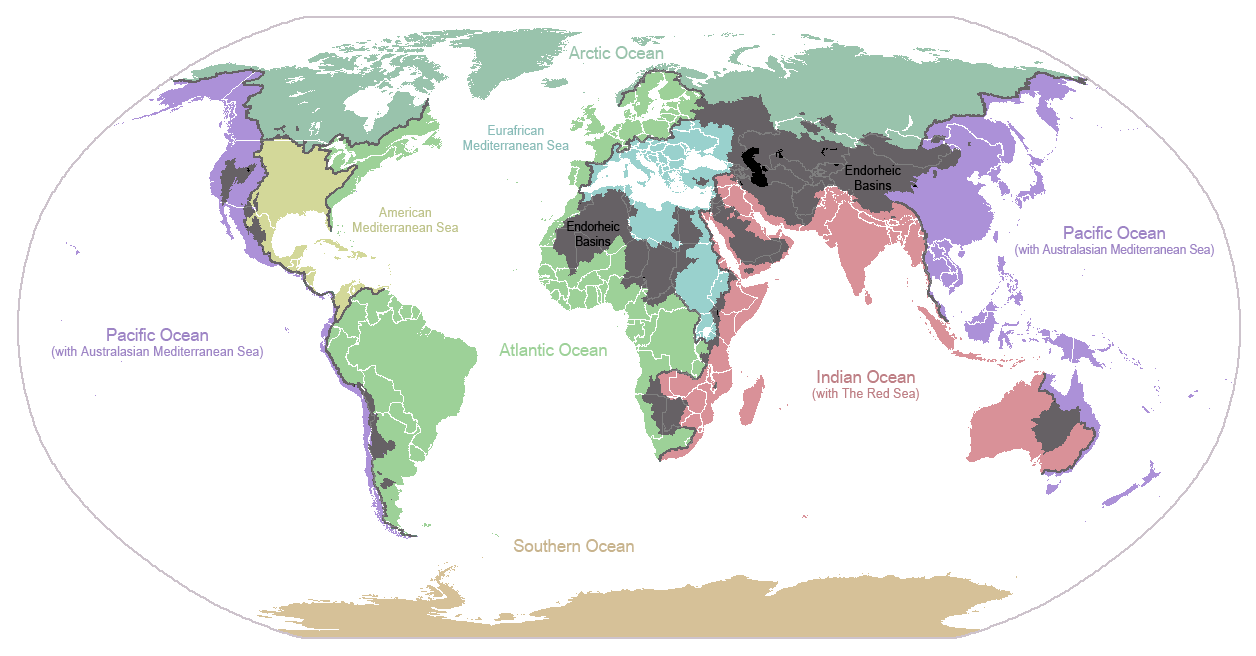
Principali bacini idrografici sulla Terra. Gli spartiacque continentali sono indicati dalle linee grigie

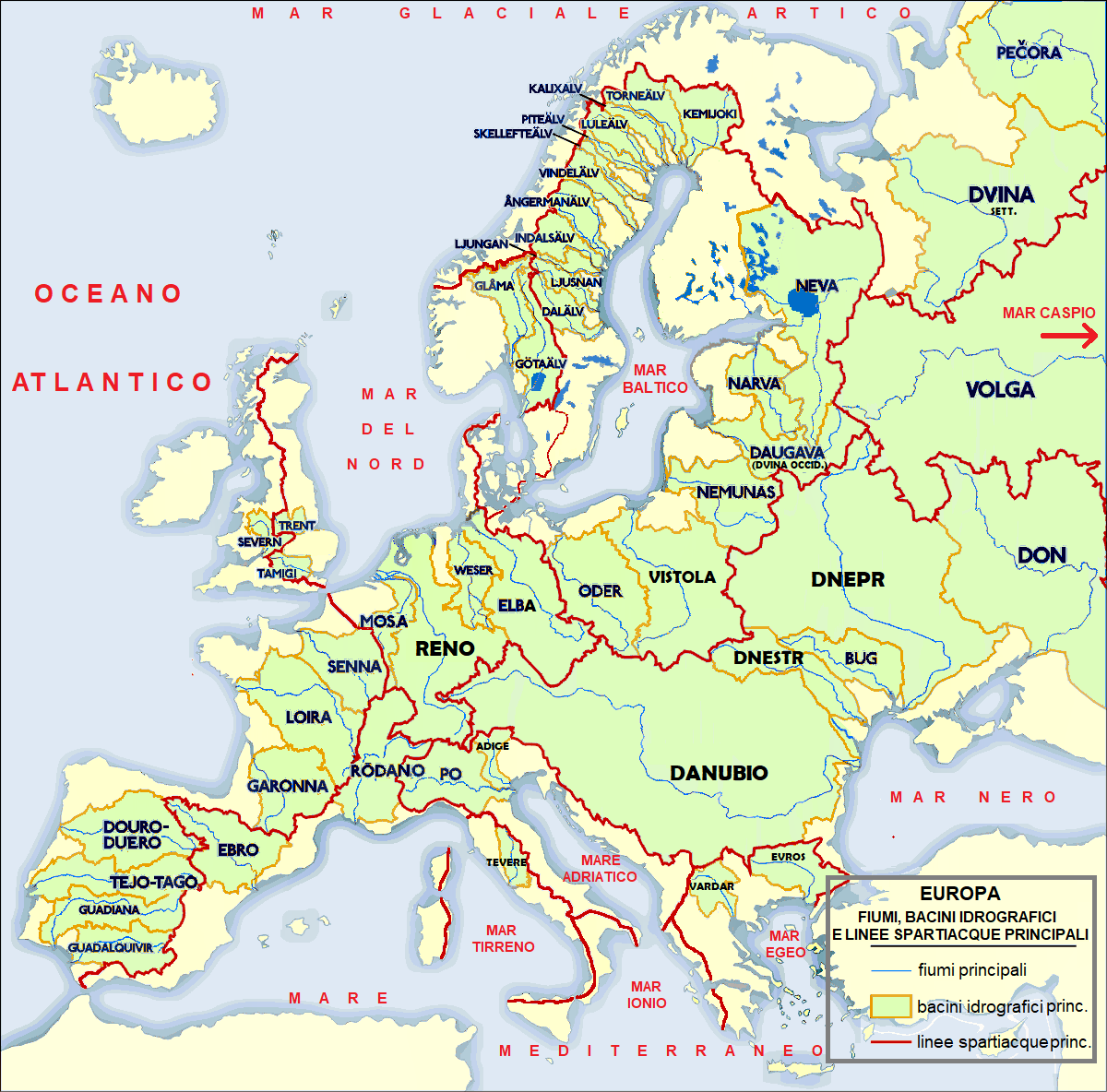
In rosso i principali spartiacque in Europa; in verde i maggiori bacini fluviali

In idrografia una linea spartiacque (o displuvio) è un limite geografico immaginario che separa bacini idrografici diversi.

## Descrizione
In ogni territorio ai lati di questa linea di separazione, l'acqua fluisce in una diversa direzione, riversandosi e alimentando diversi corsi d'acqua o addirittura diversi bacini marini.
Mentre in genere nelle regioni montagnose e collinari le linee divisorie tra i bacini idrografici passano per creste e vette agevolmente identificabili, l'individuazione di una precisa linea spartiacque in zone di pianura, specialmente se paludose, può risultare piuttosto difficoltosa; in casi estremi può inoltre accadere che in una zona molto pianeggiante ed estesa un fiume si biforchi, rendendo impossibile disegnare lo spartiacque sotto forma di linea.

### Spartiacque e geografia umana

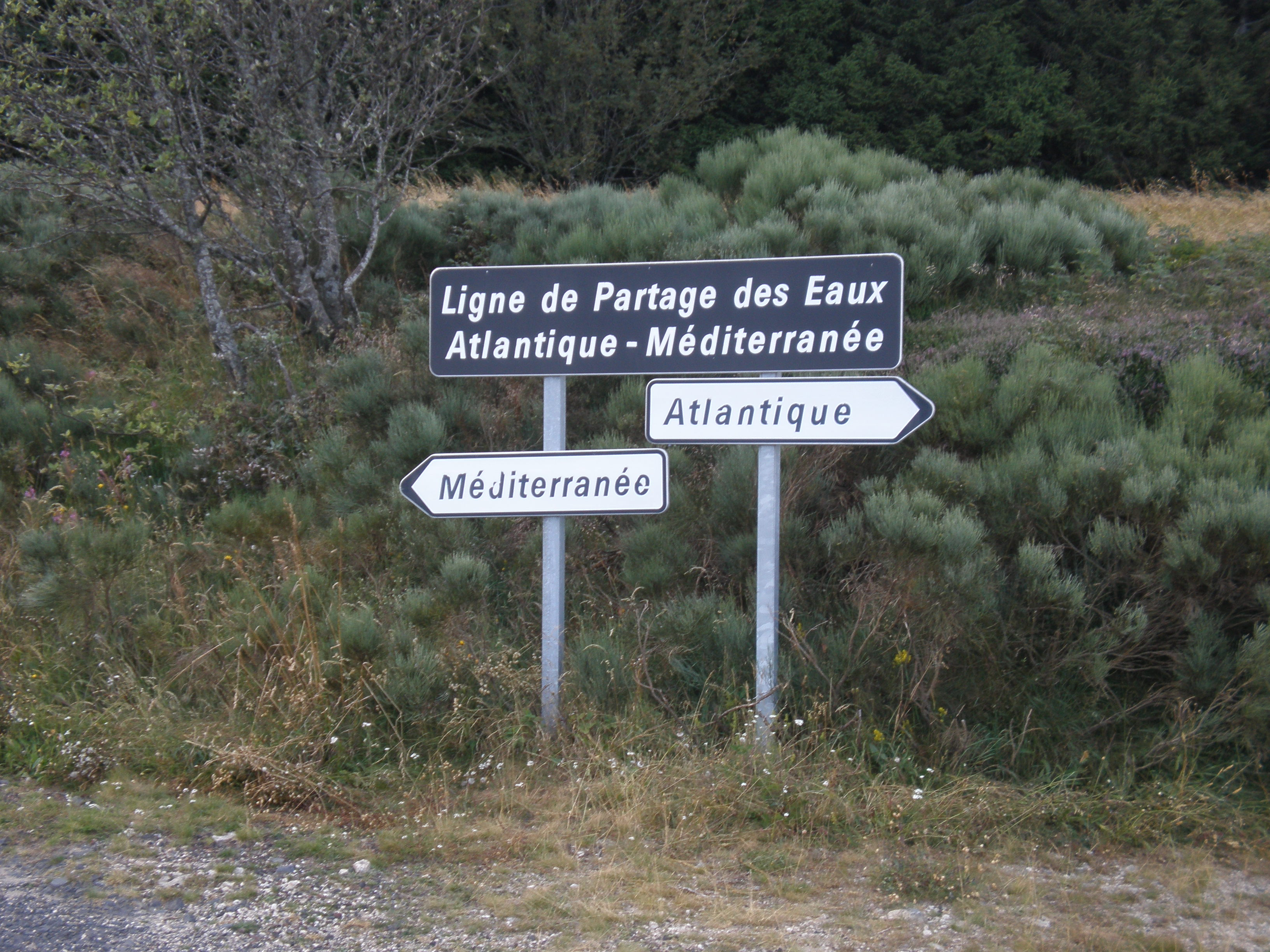
Cartello stradale indicante lo spartiacque Atlantico-Mediterraneo nel dipartimento francese dell'Ardèche

Talvolta una linea spartiacque può coincidere con la linea di confine di una nazione, di una regione o di una provincia, come ad esempio nelle Ande tra Argentina e Cile, l'Himalaya tra Cina e Nepal o nelle Alpi il confine tra Italia, Francia, Svizzera e Austria. In particolare, il confine tra Italia e Francia coincide per una gran parte con lo spartiacque tra il bacino del Po e quello del Rodano. Un altro esempio può essere trovato nel confine franco-spagnolo, per buona parte definito dallo spartiacque pirenaico.
Simili considerazioni possono valere anche per i confini linguistici; ad esempio, sempre nel caso italiano, lo spartiacque alpino a Nord della Lombardia, in Svizzera, passa per il Passo del San Gottardo, stabilendo per quel tratto, pur non esistendo un confine tra Stati, il limite tra le zone di lingua italiana e quelle di lingua tedesca.
In particolare, l'Italia è interessata principalmente da due spartiacque: lo spartiacque alpino, che percorre tutte le Alpi che contornano la pianura padana, e lo spartiacque appenninico, che percorre tutta la penisola dalla Liguria fino alla Calabria. Lo spartiacque alpino segna il confine di Stato tra Italia, Francia, Svizzera e Austria. Tra le deviazioni del confine politico rispetto alla linea spartiacque si può ricordare il confine italo-svizzero in corrispondenza del Canton Ticino, che si trova quasi completamente sul versante meridionale delle Alpi.
I sostenitori dell'opportunità di far coincidere per quanto possibile i confini politici con gli spartiacque fanno rilevare che in questo modo si permette una gestione omogenea di alcuni aspetti ecologici, in particolare delle risorse idriche. Viene però fatto rilevare che questa impostazione non tiene conto dell'attuale complessità non solo nelle relazioni economiche e politiche ma anche nella gestione dell'acqua.